# 김민 (희극인)
김민(본명: 김민수)(1986년 6월 3일 ~ )은 대한민국의 희극인이다.

## 방송활동
- 2003년 ~  SBS 웃음을 찾는 사람들
- 2011년 ~ 2013년 SBS 개그투나잇